# 特朗普高地
特朗普高地（希伯來語：רמת טראמפ，Ramat Trump）是一個位於戈蘭高地中以色列佔領區的定居点，並以第45任美國總統唐納·川普命名，以讚揚他承認戈蘭高地為以色列領土的一部分。國際社會普遍認為以色列在戈蘭高地設立定居點是違反國際法，而以色列政府不贊同有關觀點。

## 位置
特朗普高地預計將建在Kela Alon社區的東部，該地區成立於1991年的Beruchim社區。Beruchim定居點的區域計劃用於未來擴建Kela Alon的定居點，並且居住一些居民。該定居點非常靠近石油路，這條路線將Beruchim / Ramat Trump與東部分開，Kela Alon分別位於其西部。

## 歷史

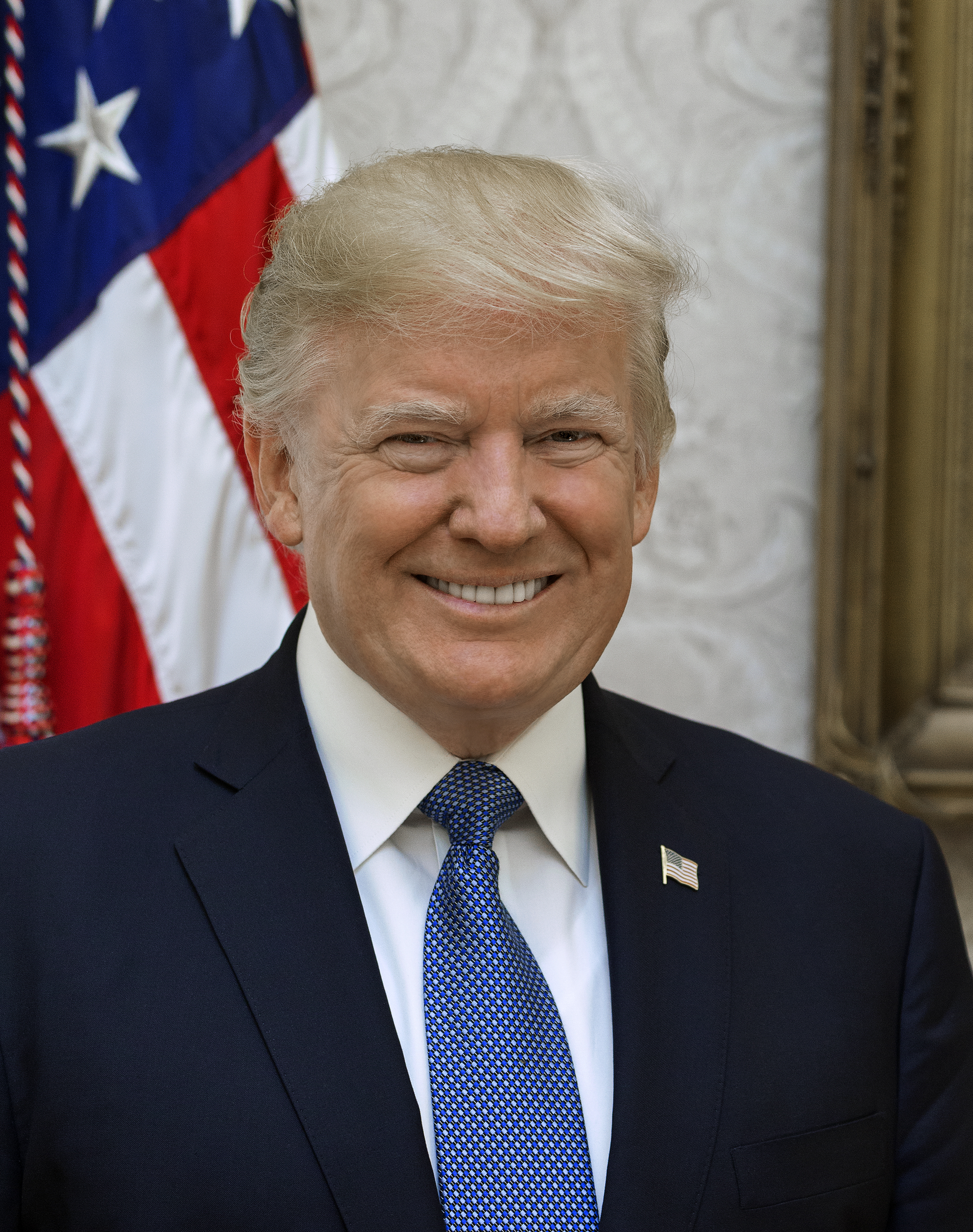
第45任美國總統唐纳德·特朗普

1991年，在現在的特朗普高地的土地上建立了一個名為Brukhim的以色列定居點，然而未能吸引許多居民；它是自哈里·S·杜鲁门以來，第一个以美國總統名字命名的定居点。
1967年，第三次中东战争中，以色列占领戈兰高地。；1981年，以色列吞并戈兰高地。。至2017年12月，特朗普宣布承认耶路撒冷为以色列首都；2018年5月，美国正式将大使馆迁往耶路撒冷；2019年3月，特朗普在白宫签署公告，正式承认以色列对戈兰高地的主权，而特朗普高地將會由戈蘭地區議會管轄。

## 另見
- 以唐纳德·特朗普命名的事物列表